# Ni Puppis
Ni Puppis (ν Pup) es una estrella en la constelación de Puppis, la popa del Argo Navis. Con magnitud aparente +3,17, es la quinta más brillante de su constelación.

## Distancia
De acuerdo a la reducción de los datos de paralaje de Hipparcos, Ni Puppis se encuentra a 371 años luz de distancia del sistema solar, siendo el margen de error del 3%.
Sin embargo, hace 3,6 millones de años —en el plioceno— se produjo su máximo acercamiento al sistema solar.
Distante entonces sólo 26 años luz, su brillo alcanzó magnitud aparente -2,57, siendo mucho más brillante que cualquiera de las estrellas visibles en la actualidad.

## Características
Ni Puppis es una estrella gigante blanco-azulada de tipo espectral B8III con una temperatura efectiva de 12.000 K. Incluyendo la radiación emitida en el ultravioleta es 1340 veces más luminosa que el Sol, con un radio 8,5 veces más grande que el radio solar. Como otras estrellas similares, Ni Puppis gira sobre sí misma a gran velocidad (al menos a 246 km/s), completando una vuelta en menos de 1,7 días. Con una masa unas 5 veces mayor que la del Sol, hace 95 millones de años se formó como una estrella B2 y sólo unos cientos de miles de años atrás terminó la fusión de hidrógeno en su núcleo. Actualmente se está enfriando y expandiendo para, dentro de unos millones de años, convertirse en una luminosa gigante roja.
Hay evidencia de que Ni Puppis puede ser una estrella variable con una pequeña fluctuación en su brillo de unas centésimas de magnitud. Puede ser un caso extremo de una estrella B pulsante lenta, como 53 Persei, o una variable Beta Cephei.
Debido a la precesión de la tierra, esta será la estrella polar austral aproximadamente en el 13.700 d. C.